# サイドウォーク・オブ・ニューヨーク
『サイドウォーク・オブ・ニューヨーク』（Sidewalks of New York）は、2001年にアメリカ合衆国で公開されたロマンティック・コメディ映画。エドワード・バーンズが監督・脚本・製作・出演を務めた。

## あらすじ
ニューヨークに暮らす男女6名。不思議な縁で結ばれた彼らの恋愛模様を描く。

## キャスト
※括弧内は日本語吹替
- トミー - エドワード・バーンズ（小山力也）
- マリア - ロザリオ・ドーソン（朴璐美）
- カルポ - デニス・ファリーナ（仲野裕）
- アニー - ヘザー・グレアム（魏涼子）
- ベン - デヴィッド・クラムホルツ（神奈延年）
- アシュレー - ブリタニー・マーフィ（落合るみ）
- グリフィン - スタンリー・トゥッチ（岩崎ひろし）